# Burak Bulut & Kurtuluş Kuş
Burak Bulut & Kurtuluş Kuş ist ein türkisches Pop-Duo, bestehend aus den Sängern Burak Bulut und Kurtuluş Kuş.

## Werdegang
Den musikalischen Durchbruch erreichten beide Sänger im Jahr 2021 mit dem gemeinsamen Song Sevmedim Deme. In Zusammenarbeit mit Mustafa Ceceli entstanden anschließend weitere Hits wie Leyla Mecnun, Salıncak, Rastgele oder Sargı. Des Weiteren folgten Kollaborationen mit türkischen Musikern wie Ebru Yaşar oder İrem Derici.
Im Jahr 2021 gewann das Duo den Altın Kelebek Award in der Kategorie „Bester Newcomer“.

## Mitglieder
- Burak Bulut (* 26. September 1996 in Elazığ) wuchs in Elazığ auf. Als er in seiner Heimatstadt lebte, interessierte er sich für Rap-Musik. Nachdem er die Rap-Musik aufgegeben hatte, wechselte er zur Popmusik. Im Jahr 2024 verlobte er sich mit dem türkischen Internet-Phänomen und Musikerin Eda Sakız.[2]
- Kurtuluş Kuş (* 1. November 1997 in Karaman): Sein Vater ist der Musiker Ramazan Kuş, der im Jahr 2018 an den Folgen eines Verkehrsunfalls starb. Im Jahr 2023 heiratete Kurtuluş Kuş seine Jugendliebe Nezaket Şimşek.[3]

## Diskografie

### EPs
- 2024: Gözlerin Silah

### Singles
| - 2021: Sevmedim Deme - 2021: Leyla Mecnun (mit Mustafa Ceceli) - 2021: Nabız - 2021: Baba Yak - 2021: Beni Bu Geceden Öldür - 2021: Herkes Duydu - 2021: İçime Ata Ata (mit Ebru Yaşar) - 2022: Salıncak (mit Mustafa Ceceli & Nigar Muharrem) - 2022: Hasat - 2022: Bilirim Yalan (mit Alaaddin Ergün & Çağla) - 2022: Es Deli Deli - 2022: Her Yanım Kan - 2022: Rastgele (mit Mustafa Ceceli & İrem Derici) - 2022: Karalaya Karalaya (mit Feryal Sepin) - 2022: Sebepsiz Gidenlere - 2022: Gönül Meyhanesi - 2022: Ağla Gözüm - 2022: Alev Alev (mit İrem Derici) | - 2022: Denedim Deme - 2022: Sargı (mit Mustafa Ceceli & Nigar Muharrem) - 2023: Aşk Bana Yaramıyor - 2023: Papatya (mit İrem Derici & Eda Sakiz) - 2023: Yeniden Doğar Mı Güneş - 2023: 2L - 2023: Bipolar - 2023: Manolya - 2023: Bahar Bahçem - 2024: Ağlatır (mit Siyam) - 2024: Elfida - 2024: Yarem - 2024: Anılara Dalarız (mit Ebru Yaşar) - 2024: Yeniden Sevemem - 2024: Rakıya Meze Olalım (mit Zara) - 2024: Gözlerin Silah - 2025: Bundan Gayrı |

### Nicht als Duo
| Burak Bulut - 2020: Gecekondu (mit Mertcan Ersoy) - 2020: Dayı (mit Mertcan Ersoy) - 2020: Rastgele - 2020: Oluruna Bırak (mit Fedo) - 2021: Kara Bahtım - 2021: Kafama Sıkasım Var - 2022: Tabut - 2022: Cano - 2023: Bu Aşkın Katili Kim (mit Eda Sakız) - 2023: Gecelere Sor - 2023: Ayrılıklar Gecesi - 2023: Cano 2 - 2023: Yaşandı Ve Bitti - 2023: Kehribar (mit Ebru Yaşar) - 2023: Bambaşka Yollara (mit Yıldız Tilbe) - 2024: Medcezir - 2024: Sen Bir Aysın - 2024: Aşkımız Sonsuza Kadar - 2024: Eriyorum Günden Güne - 2024: Ama Yine Sen - 2025: Özür Dilerim - 2025: Yasemin (mit Serdar Ortaç) - 2025: Tam Da Şu Anda - 2025: Affet (mit Ebru Yaşar) - 2025: İhanet - 2025: Sevda Treni - 2025: Sesini Duymadan (mit Eda Sakiz) | Kurtuluş Kuş - 2020: Ah Bu Şarkılar - 2021: Rüya Gibi - 2021: El İnsaf - 2022: Ağır Kurşun - 2023: Gurbet (mit Ramazan Kuş) - 2023: Aslan Gibi - 2023: Toplu Tüfekli - 2023: Katiline Aşık - 2023: Aç Gözünü (mit Tuğçe Kandemir) - 2024: Kalbim Ağlama (mit Siyam) - 2024: Ne Sayarsan Say (mit Azer Bülbül) - 2024: Masamda Resmin (mit Nezaket Kuş) - 2024: Vur Patlasın - 2024: Dermanım - 2025: Psikolojik Sorunlar - 2025: Cennet (mit Nezaket Kuş) - 2025: Çat Çat - 2025: Sarılmam Lazım - 2025: Boş Şişeler (mit Seda Tripkolic) |

## Auszeichnungen als Duo
- 2021: Altın Kelebek Award in der Kategorie Bester Newcomer